# Ореолува Черебін
Ореолува Черебін (24 грудня 1997) — гренадська плавчиня.
Учасниця Олімпійських Ігор 2016 року.